# Kosova lípa
Kosova lípa je památný strom – lípa malolistá rostoucí v osadě Sedmákovice v obci Vysoká Srbská na pravém břehu potoka Brlenka. Chráněna je od roku 2002 pro svůj vzrůst a jako krajinná dominanta
- číslo seznamu: 605046.1/1
- obvod kmene 440 cm
- výška: 29 m
- věk: 100 let